# Mikhail Petrowitsch Lemeshko

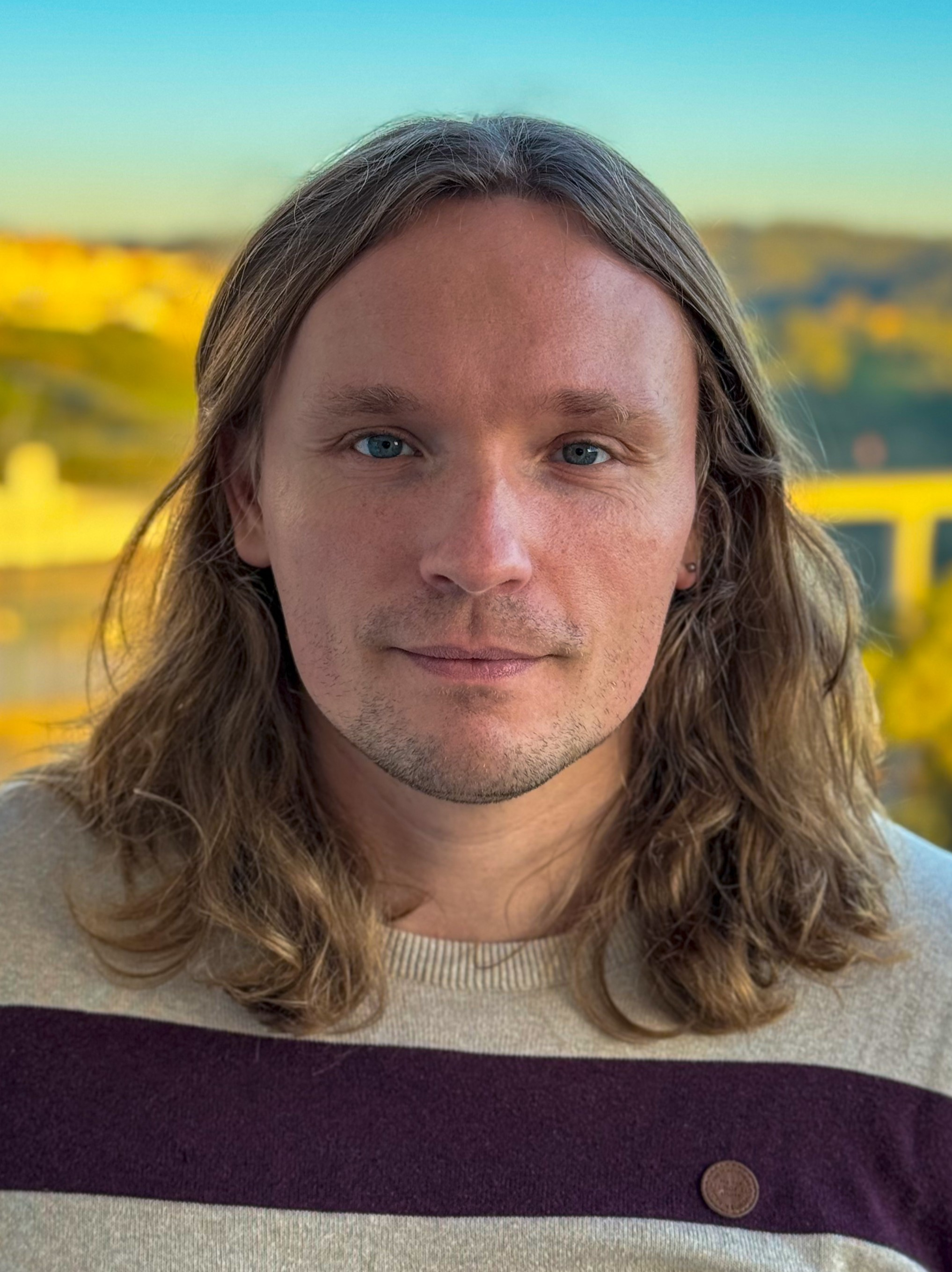
Mikhail Lemeshko, 2023

Mikhail Lemeshko (russisch Михаил Петрович Лемешко, deutsche Transkription: Michail Petrowitsch Lemeschko; * 15. April 1985 in Rostow am Don) ist ein österreichischer Physiker.

## Leben
Lemeschko wuchs in Südwestrussland auf. Er studierte Physik an der Südlichen Föderalen Universität in Rostow am Don und erwarb 2007 einen Master of Science im Bereich Experimental Condensed Matter Physics.
Ab 2007 studierte er am Fritz-Haber-Institut in Berlin bei Bretislav Friedrich (* 1953) Molekularphysik und wurde 2011 bei Bretislav Friedrich mit summa cum laude promoviert (Vector correlations in rotationally inelastic molecular collisions). Er war von 2011 bis 2014 Postdoktorand (ITAMP fellow) an der Harvard University.
Im Jahr 2014 wurde er Assistenzprofessor am Institute of Science and Technology Austria in Klosterneuburg, lehrt dort seit 2019 als Professor und ist Leiter der Arbeitsgruppe Theoretische atomare, molekulare und optische Physik. Seit April 2020 betreibt er Wissenschaftskommunikation, indem er Unterhaltungsvideos zu Physik, Naturwissenschaften und Wissenschaftssystemen auf YouTube und anderen sozialen Medien veröffentlicht. Darüber hinaus gibt er Interviews und schreibt Artikel für diverse Zeitschriften.
Lemeshko nahm 2022 anstelle der russischen die österreichische Staatsbürgerschaft an. Er ist Vater einer Tochter.

## Preise und Auszeichnungen
- 2017: Ludwig-Boltzmann-Preis[10]
- 2018: ERC Starting Grant[11]
- 2020: Mitglied der Österreichischen Jungen Akademie der Wissenschaften[12]